# سیلم (کارولینای شمالی)
سیلم (به انگلیسی: Salem) شهری در ایالت کارولینای شمالی کشور ایالات متحده آمریکا است که جمعیت آن در سرشماری سال ۲۰۱۰ میلادی، ۲٬۲۱۸ نفر بوده‌است.